# 소가노 이나메
소가노 이나메(蘇我稲目, 506년경 ~ 570년 3월 22일)는 일본 고훈 시대의 호족이다.

## 생애
소가노 고마(蘇我高麗)의 아들이며, 소가노 우마코(蘇我馬子) 등 4남3녀를 두었다. 그의 세 딸은 모두 천황에게 출가하였다. 우마코가 가츠라기(葛城)현을 본거지로 둔 것으로 미루어 볼 때, 이나메의 아내는 가즈라키 씨(葛城氏) 출신인 것으로 추정된다. 센카 천황 원년(536년)에 대신이 되었다. 539년 소가씨(蘇我氏)의 강력한 지지에 의해 즉위한 긴메이 천황은 소가노 이나메와 모노노베노 오코시(物部尾輿) 등을 대신으로 임명하였다. 이후 조정은 소가 씨와 모노노베씨(物部氏)의 총지휘 하에 놓였다. 그러나 이 두 세력은 '불교 숭배'를 둘러싸고 30년이 넘도록 대립투쟁을 펼쳤다. 538년, 최고 대신 소가노 이나메는 백제 성왕이 보내준 금동석가상을 자신의 저택에 모셔다 놓고, 자택을 코우겐지(向原寺)로 삼았다. 이 무렵 국신파였던 모노노베노 오코시〔物部尾輿, 모노노베노 모리야의 아버지〕 대련(大連)이 조정에서 불교를 배척하기 시작했다. 긴메이 천황은 백제 성왕이 불교 신앙을 권유했기 때문에 몹시 곤혹스러워졌다. 즉 불교 신앙에 열성적인 최고대신 소가노 이나메와 국신파인 제2위의 장관 모노노베노 오코시의 양 파 사이에 끼여 적잖게 시달리게 되었다.